# Eva Poncet
Eva Laura Poncet (Quilmes, provincia de Buenos Aires, 1970) es una productora, directora, editora y guionista argentina. Se destaca por sus trabajos con una preocupación social en torno a la migración. Su obra Habitación disponible (2004), realizada en conjunto con Marcelo Burd y Diego Gachassin, explora las dificultades de inmigrantes en Argentina en un contexto de crisis.

## Carrera
Realizadora cinematográfica participó como editora en diversas películas. Es profesora de la Universidad de Palermo en el Área Audiovisual desde 2003. Su obra más relevante Habitación disponible relata en el contexto de la crisis argentina de 2001 la vida de tres inmigrantes en la ciudad de Buenos Aires y las reflexiones que hacen sobre sus orígenes y su nueva forma de vida en el nuevo contexto urbano. Con El tiempo encontrado (2014) realizado junto a Marcelo Burd relatan la historia de tres inmigrantes bolivianos y sus formas de vida con una serie de escenas de la vida cotidiana en las que solo se observa el transcurrir de la vida y las estaciones.
Con los largometrajes realizados participó de los festivales de cine internacionales de La Habana, Nantes, Mar del Plata, BAFICI, Toulouse, Chicago, y en Lérida obtuvo el premio de mejor director.

## Filmografía
Su papel dentro de la cinematografía destaca como editora e incluso con la fundación de la productora El Acorazado. A continuación se destacan sus obras:
| Año  | Título                    | Función                                                  |
| ---- | ------------------------- | -------------------------------------------------------- |
| 2015 | Felices los que lloran    | Editora                                                  |
| 2014 | El tiempo encontrado      | Editora, guionista, directora                            |
| 2013 | El otro Maradona          | Editora                                                  |
| 2011 | Schafhaus, casa de ovejas | Editora                                                  |
| 2011 | Un día en construcción    | Editora                                                  |
| 2010 | Fortalezas                | Asistente de montaje                                     |
| 2010 | Historias Breves VI       | Asistente de director                                    |
| 2004 | Habitación disponible     | Productora, guionista, directora, editora, investigadora |
| 2002 | Vladimir en Buenos Aires  | Productora, asistente de director, guionista             |